# Michel Arrivé

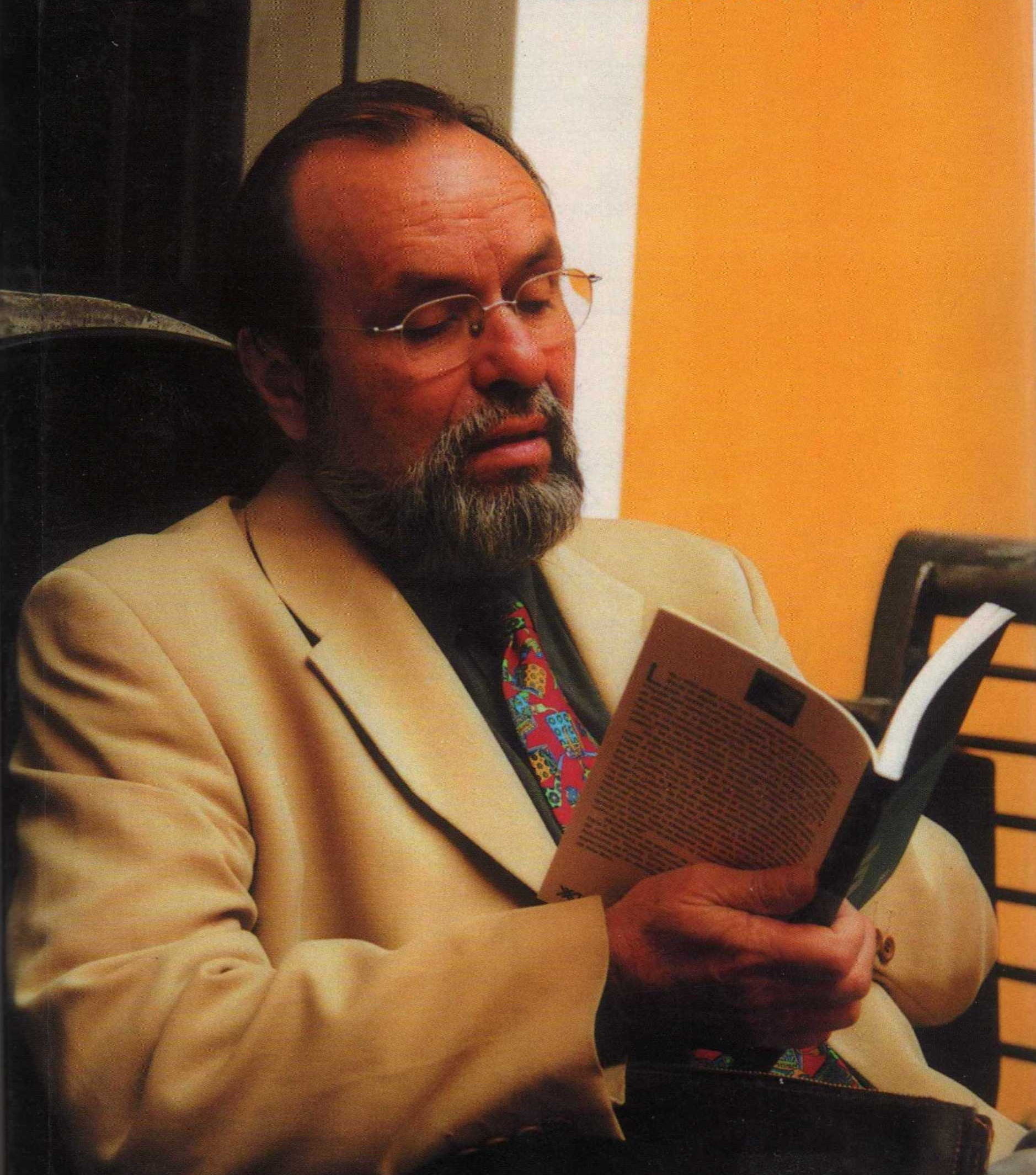

Michel Arrivé (Neuilly-sur-Seine, 1936—Saint-Cloud, 2017)  foi um escritor e linguista francês.

## Biografia
Michel Arrivé nasceu em 7 de dezembro de 1936, filho de uma professora e de um engenheiro. Durante a Segunda Guerra Mundial, em 1940, seu pai foi feito prisioneiro de guerra, levando Arrivé a ser criado por uma família adotiva. Demonstrando um talento precoce, ele concluiu o bacharelado aos 16 anos, aos 21 finalizou o Khâgne (classes preparatórias) no prestigiado Liceu Louis-le-Grand. Em 1958, tornou-se professor de gramática, destacando-se como o mais jovem vencedor do concurso nacional . Em 1970, defendeu sua tese de doutorado, intitulada As Linguagens de Jarry, na Universidade de Sorbonne.
Começou a carreira de professor nos Liceus (Pontoise e Évreux) e, em seguida, tornou-se assistente de Frédéric Deloffre na Sorbonne. Continuou a lecionar Linguística na Universidade de Tours e, em 1983, tornou-se professor de Linguística e Semiótica na Universidade de Paris-Nanterre. Nesta universidade, fez uma longa carreira, tendo orientado e defendido cerca de uma centena de teses. Aposentou-se em 2006.
Principal especialista na obra de Alfred Jarry, publicou vinte livros e mais de trezentos artigos sobre o autor.
Também é autor de trabalhos sobre as influências linguísticas de Jacques Lacan, em particular, de Pichon e Damourette.

## Livros
1. Jarry, Peintures, gravures et dessins, Collège de Pataphysique (1968)

2. Les langages de Jarry : essai de sémiotique littéraire, Klincksieck (1972)
3. Lire Jarry, PUF et Complexe (1976)

4. Linguistique et psychanalyse, Méridiens-Klincksieck (1986)
5. Langage et psychanalyse, linguistique et inconscient (1994)

6. Le linguiste et l’inconscient (2008)

7. À la recherche de Ferdinand de Saussure (2007)

8. Du côté de chez Saussure, Lambert-Lucas, (2008)

9. L’Éphémère ou La mort comme elle va (nouvelles), Méridiens-Klincksieck (1989)

10. Les Remembrances du vieillard idiot, Flammarion (1977)

11. La réduction de peine, Flammarion (1978)

12. L'horloge sans balancier, Flammarion (1983)

13. Une très vieille petite fille, Champ Vallon (2006)

14. La Walkyrie et le professeur, Champ Vallon (2007)

15. Un bel immeuble, Champ Vallon (2010)

16. L'Homme qui achetait les rêves, Champ Vallon (2012)